# 常绿禾叶繁缕
常绿禾叶繁缕（学名：Stellaria graminea var. viridescens）为石竹科繁缕属下的一个变种。